# Cybianthus cuyabensis
Cybianthus cuyabensis är en viveväxtart som beskrevs av Carl Christian Mez. Cybianthus cuyabensis ingår i släktet Cybianthus, och familjen viveväxter. Inga underarter finns listade i Catalogue of Life.